# بات ميليتش
باتريك جاي ميليتش (بالإنجليزية: Patrick Jay Miletich؛ مواليد 9 مارس 1966) هو مقاتل فنون قتالية مختلطة أمريكي سابق ومعلق رياضي سابق. وهو معروف بنزالاته في بطولة القتال النهائي (UFC)، حيث أصبح أول بطل لوزن الوسط في يو إف سي وفائز ببطولة يو إف سي 16 لوزن الوسط. يُعرف ميليتش أيضًا بأنه مدرب ناجح للغاية، حيث أسس أنظمة ميليتش للقتال. يعتبر هذا المعسكر من أنجح المعسكرات في تاريخ فنون القتال المختلطة وقد أنتج العديد من أبطال العالم. في 6 يوليو 2014، تم إدخاله في قاعة مشاهير يو إف سي.

## حياته الشخصية
ميليتش متزوج ولديه ثلاث بنات. وهو ماسوني.
تم القبض على ميليتش في 29 يونيو 2020 في مولين بولاية إلينوي ووجهت إليه تهمة القيادة تحت تأثير الكحول. كانت هذه هي المرة الثانية التي يتم فيها اعتقال ميليتش بهذه التهمة، وكانت أول مرة في سبتمبر 2018، وهي تهمة أقر بارتكابها في مارس 2019.

## سجل فنون القتال المختلطة
| السجل المهني |        |         |
| 38 نزال      | 29 فوز | 7 خسارة |
| ضربة قاضية   | 7      | 3       |
| إخضاع        | 16     | 3       |
| قرار القضاة  | 6      | 1       |
| تعادل        | 2      | 2       |

## وصلات خارجية
- بات ميليتش على يو إف سي (بالإنجليزية)
- سجل الفنون القتالية المختلطة المهني لـ بات ميليتش على شيردوغ (بالإنجليزية)